# نیروگاه پرند
نیروگاه گازی پرند (در جنوب غرب استان تهران در شهر جدید پرند، کیلومتر ۳۰ اتوبان تهران - ساوه، تأسیس ۱۳۸۵)، یکی از نیروگاه‌های ایران از نوع گازی با ظرفیت تولید ۹۵۴ مگاوات است که شامل ۶ واحد گازی ۱۵۹ مگاواتی مدل V94.2 ساخت شرکت آنسالدو (آنسالدو انرژیا ایتالیا) است.
سوخت اصلی این نیروگاه گاز طبیعی و سوخت جایگزین گازوئیل است. مصرف گاز هر واحد نیروگاه حدود ۳۵ هزار مترمکعب در ساعت است.

## روزشمار ساخت نیروگاه
احداث این نیروگاه از فروردین ۱۳۸۳ آغاز شد و  واحد اول آن در فروردین ۱۳۸۵ و واحد آخر آن در اسفند همان سال به بهره‌برداری رسید که در مجموع ۶ ماه زودتر از موعد مقرر وارد مدار شد و راه‌اندازی هر ۶ واحد نیروگاه در کمتر از یک‌سال انجام شد.

## واگذاری نیروگاه پرند به شرکت مپنا
در اسفند ۱۳۹۰، به منظور پرداخت بدهی‌های وزارت نیرو به پیمانکاران بزرگ، نیروگاه‌های پرند و سبلان  به شرکت مپنا و قرارگاه خاتم‌الانبیا واگذار شد.
نیروگاه پرند به ارزش ۱۰۰۰ میلیارد تومان به شرکت مدیریت پروژه‌های نیروگاهی ایران (مپنا) و نیروگاه سبلان به ارزش ۱۰۰۰ میلیارد تومان به قرارگاه خاتم‌الانبیا واگذار شد.

نیروگاه سیکل ترکیبی شهر پرند

## حق و حقوق پرسنل شاغل در نیروگاه پرند
نیروگاه پرند در طول ۱۷ سال گذشته شاهد اعتراضات گسترده از سوی پرسنل برای دفاع از حقوق خود بوده است. دلایل این اعتراضات شامل حقوق نامناسب و روش‌های نادرست از قبیل روابط فامیلی و تبعیض و فساد در جذب پرسنل می‌باشد. یکی از این اعتراضات در سال ۱۳۹۹ رخ داد که منجر به اخراج گروهی از پرسنل شد. این اقدام منجر به اعتراض و مخالفت مسئولان برق استان تهران شد. در نهایت، برخی از پرسنل به محل کارشان بازگشتند، در حالی که برخی دیگر به نیروگاه‌هایی در شهرهای دیگر و دور افتاده تبعید شدند. همچنین، بسیاری از مدیران گروه‌ها مورد توبیخ قرار گرفتند.